# Charisea
Charisea is een geslacht van zeeanemonen uit de klasse van de Anthozoa (bloemdieren).

## Soort
- Charisea saxicola Torrey, 1902